# バウンダリー・フィールド
バウンダリー・フィールド（Boundary Field）は、アメリカのワシントンD.C.に19世紀終盤にあった野球場である。

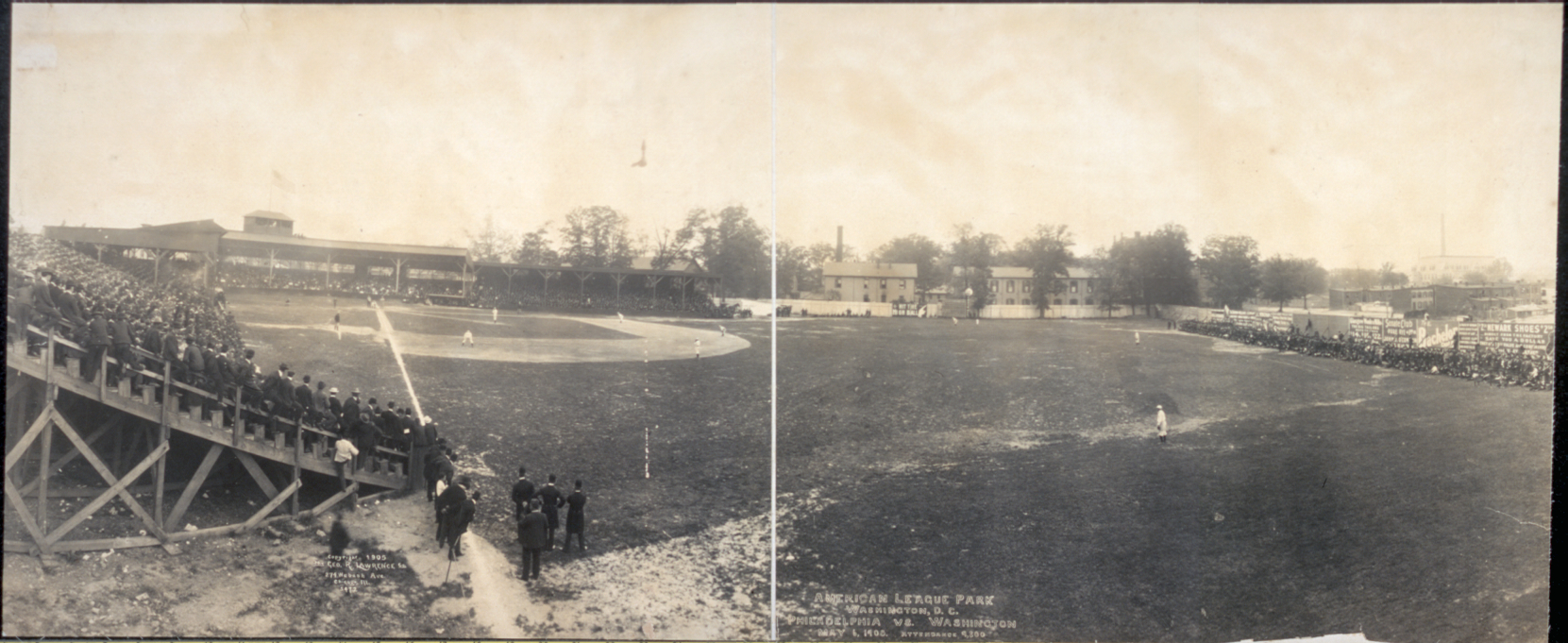
バウンダリー・フィールド（1905年）

## 歴史
かつてオークの森が生い茂っていた地に球場が建設され、1891年4月13日アメリカン・アソシエーションの「ワシントン・ステイツメン」の本拠地として開場。その年のシーズン終了後にリーグが消滅すると、チームはワシントン・セネタースと球団名を変えてナショナルリーグへ移籍。翌1892年から1899年まで、バウンダリー・フィールドを本拠地にした。
1897年、セネタースは“レディース・デイ”と銘打ち女性の入場料を無料にするプロモーションを行った。しかしハンサムで人気の先発投手ウィニー・マーサーが審判と言い争いになり退場を宣告されると、スタンドにいた女性ファンが次々とフィールドになだれ込み審判を襲撃。球場は一部が破壊され、審判は選手に救出されたのち変装して球場から脱出した。
1899年シーズン終了後、ナショナルリーグは規模を縮小することとなり、セネタースも球団削減の対象となって解散した。1904年、バウンダリー・フィールドがあった地点にアメリカンリーグのワシントン・セネタース（現ミネソタ・ツインズ）がスタンドなどを移設し、アメリカン・リーグ・パークという新球場をオープンさせた。